# Adrolampis
Adrolampis is een geslacht van rechtvleugeligen uit de familie Romaleidae. De wetenschappelijke naam van dit geslacht is voor het eerst geldig gepubliceerd in 1977 door Descamps.

## Soorten
Het geslacht Adrolampis omvat de volgende soorten:
- Adrolampis acanthopygia Descamps, 1978
- Adrolampis arrogans Descamps, 1983
- Adrolampis bahiana Descamps, 1978
- Adrolampis bilineata Descamps, 1978
- Adrolampis colombiae Descamps, 1978
- Adrolampis contumax Descamps, 1983
- Adrolampis delicata Descamps, 1978
- Adrolampis depicta Descamps, 1978
- Adrolampis insolens Descamps, 1977
- Adrolampis iquitosana Descamps, 1983
- Adrolampis limbatipes Descamps, 1983
- Adrolampis maculicrus Descamps, 1983
- Adrolampis maculisnigris Descamps, 1983
- Adrolampis manuana Descamps, 1978
- Adrolampis melanotus Günther, 1940
- Adrolampis meridionalis Descamps, 1983
- Adrolampis metae Descamps, 1978
- Adrolampis ochracea Descamps, 1978
- Adrolampis ornatula Descamps, 1978
- Adrolampis petulca Descamps, 1978
- Adrolampis remota Descamps, 1983
- Adrolampis rubricornis Descamps, 1978
- Adrolampis rubrovittata Descamps, 1978
- Adrolampis singularis Descamps, 1978
- Adrolampis speciosissima Gerstaecker, 1889
- Adrolampis tingomariae Descamps, 1978
- Adrolampis vittagenae Bruner, 1907